# Bükkösd
Bükkösd es un pueblo ubicado en el distrito de Szentlőrinc, en el condado de Baranya, Hungría.

## Superficie
Posee una superficie de 30,15 kilómetros cuadrados.

## Demografía
Hasta 2019 la población era de 1041 habitantes, con una densidad de población de 34,53 habitantes por kilómetro cuadrado.